# Mark Zabel
Mark Zabel, född den 12 augusti 1973 i Magdeburg, Tyskland, är en tysk kanotist.
Han tog OS-guld i K-4 1000 meter i samband med de olympiska kanottävlingarna 1996 i Atlanta.
Han tog därefter OS-silver på samma distans i samband med de olympiska kanottävlingarna 2000 i Sydney.
Han tog slutligen OS-silver igen i samband med de olympiska kanottävlingarna 2004 i Aten.